# Kasim Prohić
Kasim Prohić (Konjic, 25. listopada 1937. – Sarajevo, 30. studenog 1984.), bosanskohercegovački filozof i profesor estetike i suvremene filozofije na Filozofskom fakultetu u Sarajevu.
Završio je Filozofski fakultet u Sarajevu, gdje je i doktorirao 1964. godine. Predavao je estetiku i suvremenu filozofiju na Odsjeku za filozofiju Filozofskog fakulteta u Sarajevu. Dekan Filozofskog fakulteta u Sarajevu 1979/1980.

## Djela
Za života Prohić je uredio nekoliko antologija i hrestomatija, a objavio je i mnoge zapažene tekstove i knjige: 
- Odvažnost izricanja - Fenomenologija životnih formi, (Zagreb, 1970.),
- Činiti i biti, Svjetlost, (Sarajevo, 1972.),
- Apokrifnost poetskog govora: poezija Maka Dizdara, Veselin Masleša, (Sarajevo, 1974.),
- Figure otvorenih značenja, Biblioteka, (Zagreb, 1976.)
- Prizma i ogledalo, Nolit (Beograd, 1988.).

Postumno su mu u Sarajevu objavljena sabrana djela u šest tomova (Djela I-VI, 1988.).

## Prijevodi
Preveo je:
- György Lukács: Teorija romana, Veselin Masleša, Sarajevo, 1969,
- H. Holz, L. Kofler, W. Abendroth: Razgovori sa Lukacsem, Veselin Masleša, Sarajevo, 1970,
- Th. W. Adorno: Estetička Teorija, Nolit, Beograd, 1979

## Vanjske poveznice
- Prof. Dr. Kasim Prohić
- Kasim Prohić: izdan i dvostruko pokopan